# Dansk uradel
Dansk uradel, eller ældgammel adel, også kaldet Rigsrådsadel, er den ældste adel i Danmark. Som sådan regnes den adel, der kendes i landet fra før reformationen. Nyere adel er som regel brevadel.
Danske uradelsslægter omfatter eksempelvis:
- Akeleye (uddød)
- Banner (uddød)
- Beck (lever i Sverige)
- Belov (uddød)
- Bille (med Bille-Brahe)
- Brahe (uddød)
- Brockenhuus
- Brock (uddød)
- Daa  (uddød)
- Due (flere slægter, de fleste uddøde)
- Friis (flere slægter, uddøde)
- Fredberg
- Dosenrode (uddød)
- Gere (uddød)
- Grubbe (lever i Tyskland)
- Grøn (uddød)
- Gyldenstierne (Lever som Gyllenstierna i Sverige)
- Gøye (uddød)
- Hase (uddød)
- Holck
- Huitfeldt (Lever i Norge)
- Hvide (uddød)
- Juel (Iuel)
- Juul
- Kaas (flere slægter, een lever måske)
- Kjøller (Bornholm)
- Krabbe (flere slægter)
- Krag (Sjælland)  (uddød)
- Krag (Jylland) (uddød)
- Lindenov (uddød)
- Lodehat (uddød)
- Lykke (flere slægter)  (uddøde)
- Marsvin (uddød)
- Mule (flere slægter, uddøde)
- Munk (flere slægter, uddøde)
- Oxe (uddød)
- Orning (uddød)
- Pagh (uddød)
- Rodsteen (uddød)
- Rosenkrantz
- Skeel
- Skram (2 slægter, uddøde)
- Stygge (2½ slægter, uddøde)
- Thott (lever i Sverige)
- Trolle (svensk, uddød i Danmark)
- Ulfstand (uddød)
- Urne (uddød)
- Vind

## Holstenske uradelsslægter indvandret til Danmark
- Ahlefeldt
- Brockdorff
- Blome
- Buchwald
- Dosenrode (uddød)
- Pogwisch
- Qualen
- Rantzau
- Ratlow
- Reventlow

## Øvrige emner
- Adel
- Danske adelsslægter
- Norske adelsslægter
- Svensk uradel
- Svenske adelsslægter